# Relaciones Camerún-México
Las naciones de Camerún y México establecieron relaciones diplomáticas en 1975. Ambas naciones son miembros de las Naciones Unidas.

## Historia
Camerún y México establecieron relaciones diplomáticas el 22 de diciembre de 1975. Los vínculos se han desarrollado principalmente en el marco de foros multilaterales. 
La visita de una delegación de la Unidad de la Promoción de las Mujeres y la Familia en Camerún en 2010, corresponde uno de los contactos en materia de cooperación. Dicha delegación viajó para conocer programas implementados por la Secretaría de Bienestar, el DIF y el Instituto Nacional de las Mujeres. Además, el gobierno mexicano otorga una beca a estudiantes provenientes de Camerún para realizar sus estudios de posgrado, junto con la oferta de cursos de Política Exterior y de español para Diplomáticos en el Instituto Matías Romero. Finalmente, una delegación del Centro por la Democracia y Estudios Electorales y de la Comisión Electoral y el Foro Nacional de Actores Estratégicos Electorales de Camerún participaron en el Taller Internacional sobre Administración y Justicia Electoral organizados por el Instituto Nacional Electoral. En noviembre de 2010, el gobierno de Camerún envió una delegación de diecisiete miembros para asistir a la Conferencia de las Naciones Unidas sobre el Cambio Climático de 2010 en Cancún, México.
Además ha habido visitas entre ambas naciones por lo siguiente: la del Subdirector para Asuntos de América Central y el Caribe de la Cancillería camerunesa, en la Semana de África en México. El embajador de México en Nigeria acreditado a Camerún; representó al gobierno mexicano en los festejos del 50° aniversario de la independencia de Camerún en 2010. La última visita fue la realizada por el entonces ministro de Economía, Planificación y Ordenamiento del Territorio de Camerún, con motivo de su participación en la 1 Reunión de Alto Nivel de la Alianza Global para la Cooperación Eficaz al Desarrollo.
En 2019, varios cientos de migrantes camerunés ingresaron a México con destino hacia la Frontera entre Estados Unidos y México. Muchos de los migrantes intentaban buscar asilo en los Estados Unidos y escapaban los abusos de los derechos humanos en Camerún y el conflicto separatista en Ambazonia. Sin embargo, la mayoría han sido negado la entrada a los Estados Unidos y varios camerunés han obtenido el asilo en México.

## Misiones Diplomáticas
- Camerún está acreditado ante México a través de su embajada en Washington D. C., Estados Unidos.[5]
- México está acreditado ante Camerún a través de su embajada en Abuya, Nigeria.[6]